# Tulosesus angulatus

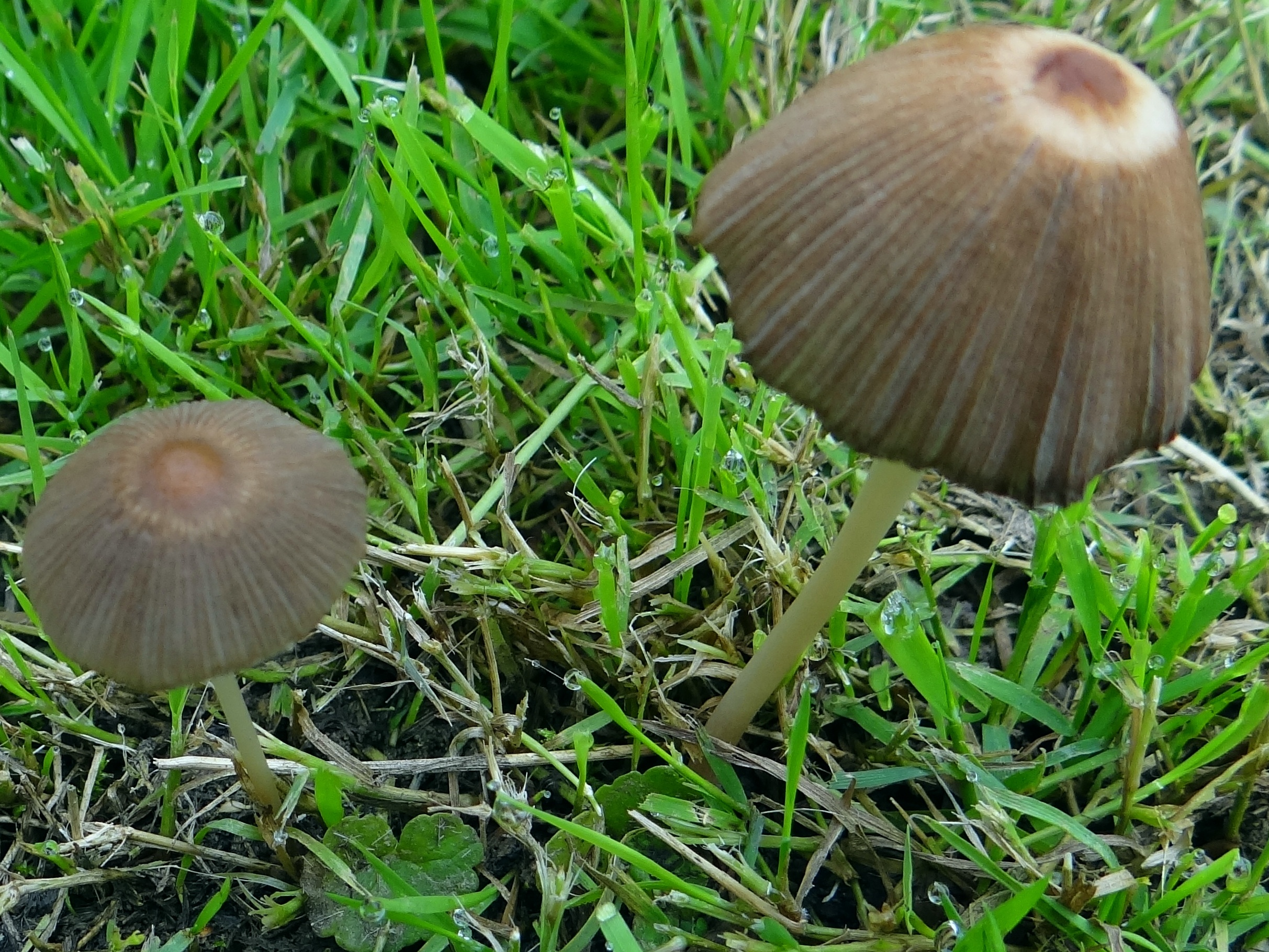

Czernidłaczek kanciastozarodnikowy (Tulosesus angulatus (Peck) D. Wächt. & A. Melzer) – gatunek grzybów z rodziny kruchaweczkowatych (Psathyrellaceae).

## Systematyka i nazewnictwo
Pozycja w klasyfikacji według Index Fungorum: Psathyrellus, Psathyrellaceae, Agaricales, Agaricomycetidae, Agaricomycetes, Agaricomycotina, Basidiomycota, Fungi.
Po raz pierwszy gatunek ten opisał w 1873 r. Charles Horton Peck pod nazwą Coprinus angulatus. Prowadzone w latach 90. XX wieku badania z zakresu filogenetyki molekularnej wykazały jednak, że rodzaj Coprinus nie był taksonem monofiletycznym i należy go rozbić na rodzaje Coprinus (sensu stricto), Coprinellus, a także kilka innych. W 2001 r. Coprinus angulatus przeniesiono do rodzaju Coprinellus, a w 2020 r. do rodzaju Tulosesus.
Synonimy naukowe:
- Coprinus angulatus Peck 1874
- Coprinus boudieri Quél. 1877
- Coprinellus angulatus (Peck) Redhead, Vilgalys & Moncalvo 2001
- Coprinus sociatus var. boudieri (Quél.) Costantin & L.M. Dufour 1891[3].

Władysław Wojewoda w 2003 r. zaproponował polską nazwę czernidłak kanciastozarodnikowy. Po przeniesieniu gatunku do rodzaju Coprinellus zaproponowana przez Wojewodę stała się niespójna z nazwą naukową, nie jest to bowiem już czernidłak. W 2025 r. Komisja ds. Polskiego Nazewnictwa Grzybów Polskiego Towarzystwa Mykologicznego zarekomendowała nazwę czernidłaczek kanciastozarodnikowy, ale ta nazwa również jest niespójna z nazwą naukową (czernidłaczek to Coprinellus).

## Morfologia
Kapelusz
Średnica 0,5–3 cm. U młodych okazów owalny i zamknięty, później przez długi czas dzwonkowaty, na koniec rozpostarty, o wywiniętych brzegach. Zwykle podczas wywijania brzegi kapelusza pękają, kapelusz higrofaniczny, w kolorze od rdzawo ochrowobrązowego przez rdzawobrązowy i czerwonobrązowy do ciemnobrązowego. Jest silnie bruzdowany, jedynie sam czubek pozostaje niebruzdowany i ciemniejszy. Brzeg kapelusza ostry.
Blaszki
Szerokie i mocne, wolne lub wąsko przyrośnięte. U młodych okazów białe, z wiekiem ciemniejące, w końcu czarne. Podczas dojrzewania rozpływają się.
Trzon
Długość 3–10 cm, grubość 3–5 mm. Jest cylindryczny, delikatnie bruzdkowany, w środku pusty, w kolorze białawym lub białoochrowym.
Miąższ
Cienki, o takim samym kolorze jak kapelusz. Nie zmienia koloru po uszkodzeniu. Bez wyraźnego smaku i zapach.
Wysyp zarodników
Czarny. Zarodniki o rozmiarach 7–11,5 × 5–8,5 μm. Kształt zarodników jest bardzo charakterystyczną cechą tego gatunku. Z profilu mają kształt elipsoidalno-owalny i są ucięte, z przodu są kanciasto owalne z centralnym dzióbkiem na jednym końcu i porą rostkową na drugim.
Gatunki podobne
Najbardziej podobny jest tzw. czernidłak błyszczący (czernidłaczek błyszczący) Coprinellus micaceus. Różni się powierzchnią kapelusza, która jest błyszcząca i pokryta błyszczącymi ziarenkami, oraz blaszkami, których ostrza długo pozostają białe.

## Występowanie i siedlisko
Opisano występowanie tego gatunku w Europie, oraz w Patagonii. W Polsce jego rozprzestrzenienie i częstość występowania nie są znane. Na terenie Polski w piśmiennictwie naukowym do 2003 r. podano tylko ok. 10 jego stanowisk.
Saprotrof i grzyb wypaleniskowy. Jest dość rzadki. Owocniki pojawiają się w drugiej połowie lata. Najczęściej występuje w niewielkich grupach, po kilka sztuk, rzadziej pojedynczo. Wyrastają na ziemi, wypaleniskach, w których występuje węgiel drzewny.